# Burr Oak, Kansas
Burr Oak là một thành phố thuộc quận Jewell, tiểu bang Kansas, Hoa Kỳ. Năm 2010, dân số của xã này là 174 người.

## Dân số
Dân số các năm:
- Năm 2000: 265 người
- Năm 2010: 174 người